# マーク・クリフトン
マーク・クリフトン(Mark Clifton, 1906年 - 1963年)とは、アメリカのSF作家および実業家である。

## 経歴
クリフトンは人事管理会社で働き、その際10万人以上の人々に対して面接調査を行った。この経験から「自己像と本人の乖離」および「人間の持つ偉大な可能性」を知ったことが、クリフトン独自の思想を形成した。
1952年5月に『何をしてしまったんだろう？』でSF作家としてデビュー。この時、彼はすでに40代半ばであった。
彼の小説の多くは2つのシリーズに属しており、その1つは「ボシイ」シリーズで、クリフトン単独の著作だけでなく、アレックス・アポストライズとの共著やフランク・ライリイとの共著もある。
もう1つは若干軽い作風の「ラルフ・ケネディ」シリーズで、その中には長編小説 "When They Come From Space" も含まれる。「ラルフ・ケネディ」シリーズの多くは、クリフトン単独で執筆されているが、アポストライズとの共著もある。
1952年にギャラクシー・マガジンに掲載された、3歳の超能力天才児を描いた中編「希望の星」は欧米では最もよく知られている。この一因として英語版のジャーゴンファイルというハッカー用語辞典のようなものの Stupids の項にこの作品名が出てくることが挙げられる。
長編小説『ボシイの時代』はライリイとの共著で、1954年にアスタウンディング誌で連載されて人気を博し、ヒューゴー賞を受賞した。この受賞は史上最も議論を呼んだと言われている。
クリフトンはヒューゴー賞受賞までは創作意欲が非常に旺盛であったが、その後は執筆量が減少、デビューから10年あまりでこの世を去った。
2010年に、第10回コードウェイナー・スミス再発見賞を贈られた。

## 作品リスト

### 長編
- 『ボシイの時代』They'd Rather Be Right(別題The Forever Machine)フランク・ライリイとの共著
- When They Come From Space

### 中短編
- 『何をしてしまったんだろう？』What Have I Done?
- 『希望の星』Star Bright
- 『征服者』The Conqueror
- 『思考と離れた感覚』[† 1]Sense from Thought Devide
- 『我こそ文明をになう！』We're Civilized アレックス・アポストライズとの共著

## 書誌
1. ↑  「SF ベスト・オブ・ベスト 下」所収、ジュディス・メリル編、創元SF文庫、東京創元社、ISBN 978-4-488-61309-9